# Lista de representantes permanentes do Catar nas Nações Unidas
Esta é uma lista de representantes permanentes do Catar, ou outros chefes de missão, junto da Organização das Nações Unidas em Nova Iorque.
O Catar foi admitido como membro das Nações Unidas a 21 de setembro de 1971.
| Início | Término | Representante permanente (Chefe de missão) | Cargo                    | Credenciais |
| ------ | ------- | ------------------------------------------ | ------------------------ | ----------- |
| 1971   | 1972    | Hassan Kamal                               | Representante permanente |             |
| 1972   | 1984    | Jassim bin Ahmad Jamal                     | Representante permanente |             |
| 1984   | 1990    | Hamad bin Abdulaziz Al-Kuwari              | Representante permanente |             |
| 1990   | 1996    | Hassan bin Ali Al-Ni’mah                   | Representante permanente |             |
| 1996   | 1998    | Nassir bin Hamad Al-Khalifa                | Representante permanente | 1996-12-11  |
| 1998   | 2011    | Nassir Abdulaziz Al-Nasser                 | Representante permanente | 1998-09-11  |
| 2011   | 2013    | Meshal Hamad Mohamed Jabr Al-Thani         | Representante permanente | 2011-08-02  |
| 2013   | atual   | Alya Ahmed Saif Al-Thani                   | Representante permanente | 2013-10-24  |